# Delturinae

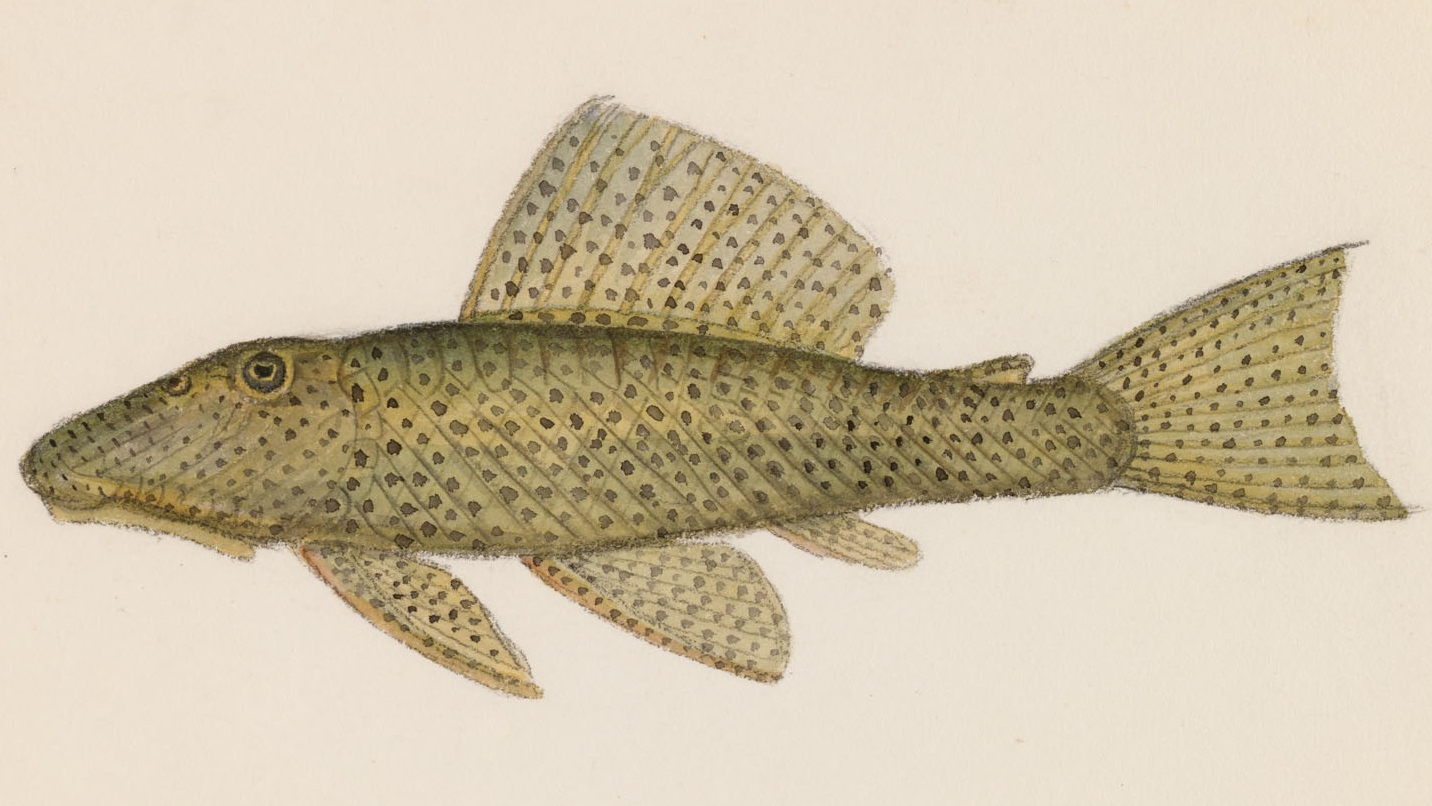
Um Delturus parahybae (1865).

Os Delturinae são uma subfamília de bagres (ordem Siluriformes) da família Loricariidae, incluindo dois gêneros, Delturus e Hemipsilichthys. Este grupo é irmão de todos os outros loricariídeos, exceto Lithogenes.

## Descrição
Ambos os gêneros podem ser separados de todos os outros loricariídeos pela presença de uma crista pós-dorsal composta de placas elevadas, medianas e não pareadas, e pela presença de uma membrana de nadadeira adiposa. Hemipsilichthys pode ser diferenciado de Delturus por não ter as placas anteriores do espinhaço em contato com as placas laterais (os juvenis de Delturus também têm essa condição) e por ter um espinélio retangular (contra em formato de V).

## Distribuição
A distribuição geográfica dos Delturinae, exclusivamente no sudeste do Planalto Brasileiro, indica que o sudeste do Brasil atua como um refúgio para táxons basais de loricariídeos, ou um ponto de origem para os Loricariidae.

## Lista de espécies
De acordo com o Catalog of Fishes (março de 2020), a subfamília Delturinae possui 7 espécies:
- gênero Delturus
  - Delturus angulicauda (Steindachner, 1877)
  - Delturus brevis (Reis & Pereira, 2006)
  - Delturus carinotus (La Monte, 1933)
  - Delturus parahybae (Eigenmann & Eigenmann, 1889)
- gênero Hemipsilichthys
  - Hemipsilichthys gobio (Lütken, 1874)
  - Hemipsilichthys nimius (Pereira, Reis, Souza & Lazzarotto, 2003)
  - Hemipsilichthys papillatus (Oliveira & Oyakawa, 2000)

Um grande número de espécies historicamente descritas no gênero Hemipsilichthys são agora colocadas no gênero Pareiorhaphis (Miranda-Ribeiro, 1918).